# Pheres (Sohn des Iason)
Pheres (altgriechisch Φέρης Phérēs) ist in der griechischen Mythologie ein Sohn des Iason und der Medeia. Sein Bruder war Mermeros.
Pheres wurde wie sein Bruder Mermeros von Medeia aus Eifersucht ermordet, als Iason um Glauke, die Tochter des korinthischen Königs Kreon, warb. Pausanias berichtet hingegen, Mermeros und Pheres seien von den Korinthern gesteinigt worden, weil sie die Geschenke der Medeia, die zum Tod der Glauke führten, gebracht haben sollen. In der Folge seien alle Neugeborenen der Korinther von ihnen getötet worden, bis auf Veranlassung eines Orakels jährliche Opfer an die beiden begangen wurden und eine Statue des Deimos aufgestellt worden war. Von dieser Statue schreibt Pausanias, dass sie noch zu seiner Zeit zu sehen gewesen sei.
Bei Apollodor von Athen und im Kommentar des Eustathios von Thessalonike zur Odyssee gibt es einen Mermeros als Sohn des Pheres, der zudem der Großvater des Ilos gewesen sei. In lateinischen Quellen wird Pheres auch Feretus genannt.